# Rainneville
Rainneville és un municipi francès situat al departament del Somme i a la regió dels Alts de França. L'any 2007 tenia 759 habitants.

## Demografia

### Població

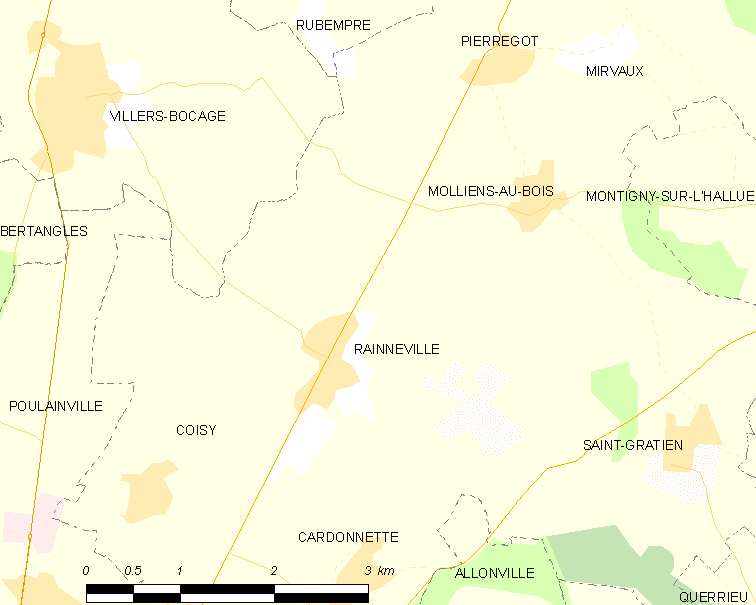

El 2007 la població de fet de Rainneville era de 759 persones. Hi havia 294 famílies de les quals 56 eren unipersonals (12 homes vivint sols i 44 dones vivint soles), 99 parelles sense fills, 123 parelles amb fills i 16 famílies monoparentals amb fills.
La població ha evolucionat segons el següent gràfic:
Habitants censats

### Habitatges
El 2007 hi havia 300 habitatges, 296 eren l'habitatge principal de la família i 4 estaven desocupats. 296 eren cases i 1 era un apartament. Dels 296 habitatges principals, 265 estaven ocupats pels seus propietaris, 22 estaven llogats i ocupats pels llogaters i 9 estaven cedits a títol gratuït; 9 tenien dues cambres, 24 en tenien tres, 73 en tenien quatre i 191 en tenien cinc o més. 255 habitatges disposaven pel capbaix d'una plaça de pàrquing. A 106 habitatges hi havia un automòbil i a 167 n'hi havia dos o més.

### Piràmide de població

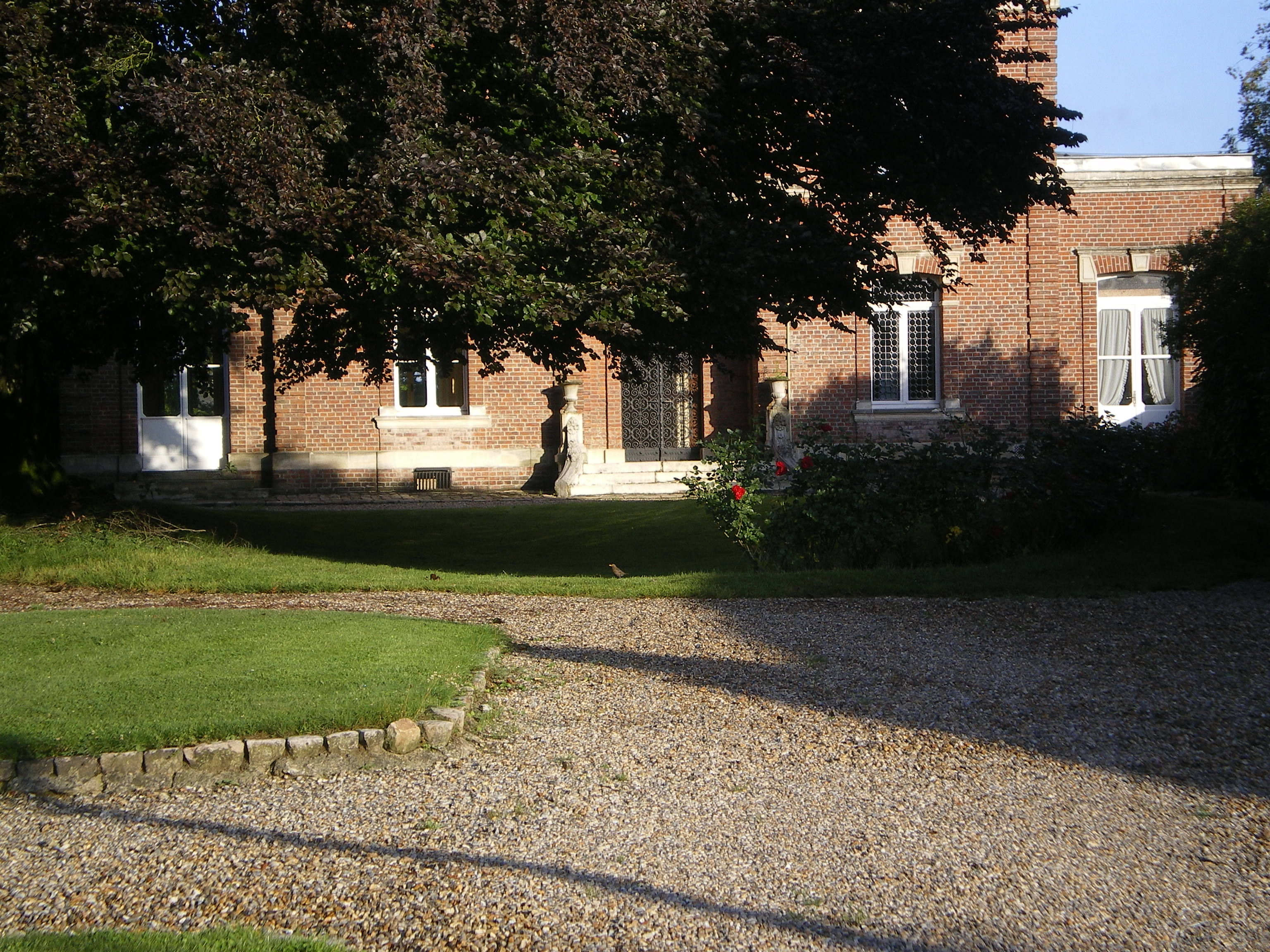

La piràmide de població per edats i sexe el 2009 era:
| Homes | Edats   | Dones |
| ----- | ------- | ----- |
| 0     | 95 o +  | 0     |
| 0     | 90 a 94 | 4     |
| 0     | 85 a 89 | 4     |
| 0     | 80 a 84 | 0     |
| 12    | 75 a 79 | 8     |
| 20    | 70 a 74 | 20    |
| 16    | 65 a 69 | 16    |
| 16    | 60 a 64 | 12    |
| 28    | 55 a 59 | 16    |
| 28    | 50 a 54 | 56    |
| 32    | 45 a 49 | 32    |
| 32    | 40 a 44 | 32    |
| 32    | 35 a 39 | 16    |
| 24    | 30 a 34 | 40    |
| 20    | 25 a 29 | 28    |
| 16    | 20 a 24 | 16    |
| 40    | 15 a 19 | 16    |
| 32    | 10 a 14 | 20    |
| 44    | 5 a 9   | 4     |
| 16    | 0 a 4   | 8     |

## Economia
El 2007 la població en edat de treballar era de 520 persones, 379 eren actives i 141 eren inactives. De les 379 persones actives 362 estaven ocupades (178 homes i 184 dones) i 17 estaven aturades (9 homes i 8 dones). De les 141 persones inactives 58 estaven jubilades, 50 estaven estudiant i 33 estaven classificades com a «altres inactius».

### Ingressos
El 2009 a Rainneville hi havia 296 unitats fiscals que integraven 782 persones, la mediana anual d'ingressos fiscals per persona era de 20.487 €.

### Activitats econòmiques
Dels 17 establiments que hi havia el 2007, 2 eren d'empreses de fabricació d'altres productes industrials, 3 d'empreses de construcció, 2 d'empreses de comerç i reparació d'automòbils, 1 d'una empresa de transport, 1 d'una empresa d'hostatgeria i restauració, 1 d'una empresa financera, 1 d'una empresa immobiliària, 3 d'entitats de l'administració pública i 3 d'empreses classificades com a «altres activitats de serveis».
Dels 7 establiments de servei als particulars que hi havia el 2009, 1 era un taller de reparació d'automòbils i de material agrícola, 3 paletes, 1 empresa de construcció i 2 perruqueries.
L'any 2000 a Rainneville hi havia 15 explotacions agrícoles que ocupaven un total de 738 hectàrees.

## Equipaments sanitaris i escolars
L'únic equipament sanitari que hi havia el 2009 era una ambulància.
El 2009 hi havia una escola elemental integrada dins d'un grup escolar amb les comunes properes formant una escola dispersa.

## Poblacions més properes
El següent diagrama mostra les poblacions més properes.